# (9345) 1991 RA10
A (9345) 1991 RA10 a Naprendszer kisbolygóövében található aszteroida. Henry Holt fedezte fel 1991. szeptember 12-én.